# Bang Kaeo
Bang Kaeo (em tailandês: อำเภอบางแก้ว) é um distrito da província de Phatthalung, no sul da Tailândia. É um dos 11 distritos que compõem a província. Sua população, de acordo com dados de 2012, era de 25 606 habitantes, e sua área territorial é de 119 km².